# Giacomo Corradi

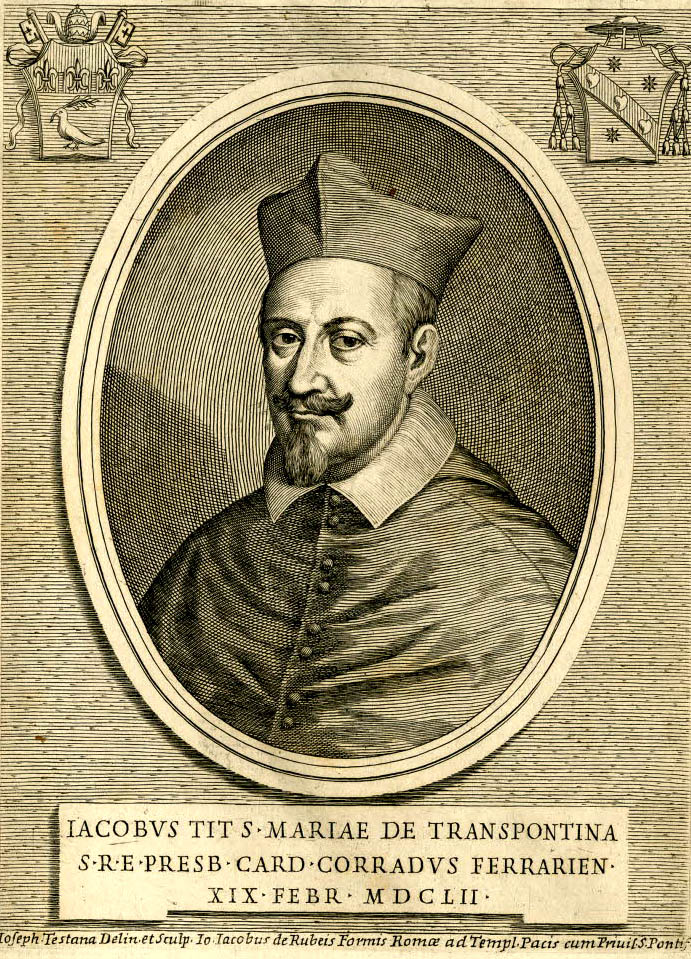
Giacomo Kardinal Corradi (Stich von Giuseppe Maria Testana, um 1665)

Giacomo Corradi (* 2. Mai 1602 in Ferrara; † 17. Januar 1666 in Rom) war ein italienischer Kardinal und römisch-katholischer Bischof.

## Leben
Er wurde 1602 in Ferrara geboren und besuchte später die Universität dieser Stadt, wo er zum Doctor in utroque iure promoviert wurde. Später wurde er Professor an derselben Universität und übte auch die Tätigkeit des Rechtsanwalts aus. Von Papst Urban VIII. persönlich wurde er als Auditor an den Gerichtshof der Heiligen Rota nach Rom berufen. Dort empfing er die Priesterweihe und begann eine kirchliche Laufbahn, die am 19. Februar 1652 von Papst Innozenz X. mit dem Kardinalat gekönt wurde. Am 12. März desselben Jahres erhielt er die Titelkirche Santa Maria in Traspontina.
Am 21. April 1653 zum Bischof von Jesi ernannt, spendete ihm am 1. Mai desselben Jahres im Quirinalpalast in Rom Kardinal Fabio Chigi, Bischof von Imola, die Bischofsweihe; Mitkonsekratoren waren Erzbischof Annibale Bentivoglio und Bischof Giovanni Battista Scanaroli. Er nahm am Konklave von 1655 teil, das Alexander VII. zum Papst wählte. Am 10. April 1655 erhielt er das Amt der Apostolische Datarie und verließ seinen Bischofssitz am 24. April 1656. Vom 15. Januar 1663 bis zum 14. Januar 1664 war er Kämmerer des Heiligen Kardinalskollegiums.
Giacomo Corradi starb am 17. Januar 1666 um 6 Uhr morgens in der Villa Mattei bei der Basilika Santa Maria in Domnica in Rom und wurde in seiner Titelkirche beigesetzt.